# الا تومسون
الا تومسون (استونیایی: Ela Tomson؛ زادهٔ ۱۶ فوریهٔ ۱۹۴۵)روزنامه‌نگار، فیلم‌نامه‌نویس، سیاستمدار زن و نماینده سابق مجلس اهل استونی است.